# Norman (ostrov)
Norman Island je jedním z ostrovů v jižní části Britských Panenských ostrovů.
V současnosti je více než čtyři kilometry dlouhý ostrov s povrchem 2,47 km² neobydlen. Nejvyšším bodem je Norman Hill (nadmořská výška 130 metrů).
Je soukromým ostrovem. Vlastní jej Dr. Henry Jarecki, americký vědec, psychiatr, producent a filantrop německého původu.